# Etanercept
Etanercept ist ein Arzneistoff, der zur Behandlung rheumatischer Erkrankungen und der Psoriasis eingesetzt wird. Es ist ein gentechnologisch hergestelltes Protein, das entzündungsinduzierende Zytokine bindet und somit inaktiviert. Etanercept wurde ursprünglich von Immunex entwickelt, wobei diese Firma von Amgen gekauft wurde. In Deutschland, Österreich und der Schweiz wird Etanercept von dem Pharmaunternehmen Pfizer unter dem Markennamen Enbrel® vertrieben und unterliegt der ärztlichen Verschreibungspflicht. Samsung Bioepis erhielt Anfang 2016 in Europa die Zulassung für sein Biosimilar Benepali® zu Etanercept.

## Struktur
Etanercept ist ein gentechnologisch hergestelltes Fusionsprotein, das in Ovarialzelllinien des chinesischen Hamsters (CHO-Zellen) produziert wird. Es ist ein dimeres chimäres Protein, das aus der extrazellulären Ligandenbindungsdomäne des humanen Tumornekrosefaktor-Rezeptors 2 (TNFR2/p75) verbunden mit der Fc-Untereinheit des IgG1-Antikörpers des Menschen besteht. Etanercept besteht aus 934 Aminosäuren und besitzt eine Molekülmasse von etwa 150 kDa. Etanercept ist ein komplexes Molekül mit 6 N-Glykanen, bis zu 14 O-Glykanen und 29 Disulfidverbrückungen.

## Pharmakologie

### Wirkmechanismus
Etanercept besitzt die Ligandenbindungsdomäne des humanen Tumornekrosefaktor-Rezeptors 2. Dank dieser Ligandenbindungsdomäne ist es in der Lage, die proinflammatorischen Zytokine Tumornekrosefaktor (TNFα) und Lymphotoxin (TNFβ) zu binden. Tumornekrosefaktor und Lymphotoxin sind proinflammatorische Zytokine, die an zwei unterschiedliche zellständige Rezeptoren binden: die p55 und p75-Tumornekrosefaktorrezeptoren (TNFR). Der von Etanercept gebundene Tumornekrosefaktor kann nicht mehr an seinen natürlichen, an der Zellmembran befindlichen Rezeptor binden und somit keine Entzündungsprozesse auslösen. Zwischen der Bindung des Tumornekrosefaktors an Etanercept bzw. dem Rezeptor herrscht ein Gleichgewicht (Kompetition).

### TNF-Antikörper und latente Tuberkulose oder Toxoplasmose
Da Etanercerpt Immunreaktionen beeinflusst und unter der Behandlung unter anderem latente Tuberkulose wiederaufflammen kann, muss der Behandlung ein Test auf TBC vorangehen, der negativ sein muss. Gleiches gilt für eine latente Toxoplasmose (die auch in allen westeuropäischen Ländern eine hohe Prävalenz hat).

### Morbus Crohn
Bei der Anwendung von Etanercept, besonders bei Patienten mit Spondylitis ankylosans, wurde mit einer Inzidenz von 0,8 per hundert Patientenjahre (und 0,5 unter Placebo) das Auftreten neuer chronisch-entzündlicher Darmerkrankungen und v. a. des Morbus Crohn beobachtet, wenngleich bei unzureichender Fallzahl keine Signifikanz und keine Korrelation etabliert werden konnten.

## Handelsname
Enbrel (Pfizer)
Biosimilars:
Erelzi (Sandoz / Hexal – EU seit 2018) Benepali  (Biogen-EU seit 2018)